# Albert Hänel (Holzschnitzer)
Albert Hänel (* 2. Juni 1884 in Lauter; † 6. Juni 1966 ebenda) war ein deutscher Holzschnitzer und sächsischer Staatspreisträger.

## Leben
Hänel war der Sohn eines Tischlers. In der Werkstatt seines Vaters in Lauter im sächsischen Erzgebirge lernte er bereits früh Verzierungen und Reliefs von Möbeln kennen und begann als Kind im Alter von zehn Jahren, unter Aufsicht des Vaters und des Onkels mit dem Holzschnitzen. Eine seine ersten Arbeiten waren Figuren für den elterlichen Weihnachtsberg. Nach dem Schulbesuch schlug er eine Lehre zum Malermeister ein. Er nahm am Ersten Weltkrieg teil und trat schon früh dem Erzgebirgsverein und zum 11. März 1927 der NSDAP bei (Mitgliedsnummer 57.839). In den 1930er Jahren wurde er durch zahlreiche Schnitzarbeiten überregional bekannt und der erste sächsische Staatspreisträger für Feierabendkunst. Seine Werke wurden u. a. auf der Feierohmd-Ausstellung in Schwarzenberg/Erzgeb. gezeigt.

## Ehrungen
- Goldenes Parteiabzeichen der NSDAP
- 1937 Staatspreis für Feierabendkunst